# Остри, Сильвия
Сильвия Остри (англ. Sylvia Ostry, урождённая Кнельман, Knelman; 1927, Виннипег — 7 мая 2020, Йорквилл, Торонто) — канадская учёная-экономист. Глава Центра международных исследований Торонтского университета (1990—1997), канцлер Университета Уотерлу (1991—1997). Как государственная служащая и общественный деятель — руководитель Статистического управления Канады (1972—1975), председатель Экономического совета Канады (1978—1979), глава департамента экономики и статистики ОЭСР, заместитель министра в ряде канадских министерств. Член Королевского общества Канады (1991), компаньон ордена Канады (1990), член ордена Манитобы.

## Биография
Сильвия Кнельман родилась в 1927 году в Виннипеге (Манитоба). Её отец, Моррис Кнельман, был коммерсантом, иммигрировавшим в Канаду из Одессы в 1910 году. Мать, Бетси, урождённая Столлер, была уроженкой Лондона и прибыла в Канаду в том же году. Сильвия изучала экономику в Университете Макгилла в Монреале, где получила степень бакалавра в 1948 и магистра в 1950 году. Защитив докторскую диссертацию в 1954 году, постдокторантуру выполняла в Гёртон-колледже Кембриджского университета. Во время пребывания в Англии в 1956 году вышла замуж за студента Лондонской школы экономики Бернарда Остри (будущего учёного-историка и главу учебного телевидения провинции Онтарио). В этом браке родились двое сыновей — Адам (1957) и Джонатан Дэвид (1962).
Преподавательскую деятельность начала в Оксфорде. По возвращении в Канаду Сильвия Остри преподавала в Университете сэра Джорджа Уильямса (ныне в составе Университета Конкордия), Университете Макгилла, Монреальском и Оттавском университетах, была научным сотрудником (англ. research fellow) Торонтского университета. Среди преподаваемых ею дисциплин были экономика, политология и трудовые отношения. На государственной службе с 1964 года, вначале как помощник директора, а затем как директор по специальным исследованиям рабочей силы Статистического бюро доминиона (в дальнейшем Статистическое управление Канады). На посту директора отдела оставалась до 1969 года. В 1972 году возглавила Статистическое управление Канады и оставалась на этом посту до 1975 года. Остри была первой (и на момент смерти единственной) женщиной — руководительницей Статистического управления Канады. В этой должности она провела реорганизацию процедур сбора статистической информации и публикации результатов исследований, направленную на большее их соответствие нуждам пользователей, усилила координацию действий управления с другими федеральными структурами, организовала централизацию кадров управления и учредила комитет по их ротации.
По окончании работы в Статистическом управлении была назначена заместительницей министра потребительских и корпоративных дел (первая женщина — заместитель министра в истории страны), а в 1978—1979 годах была председательницей Экономического совета Канады. В 1979 году Остри отправилась в Париж, где до 1983 года возглавляла департамент экономики и статистики Организации экономического сотрудничества и развития. Остри стала первой женщиной во главе этого ведомства. Вернувшись в Канаду, в 1984—1985 годах занимала посты заместительницы министра международной торговли и координатора международных экономических связей в правительстве Канады. С 1985 по 1988 год — канадский посол на многосторонних торговых переговорах и личный посланник премьер-министра на экономических саммитах. Среди международных встреч, в которых Остри играла важную роль, были Уругвайский раунд многосторонних торговых переговоров в рамках Генерального соглашения по тарифам и торговле и экономический саммит Большой семёрки.
В 1988—1989 годах — почётный временный член Совета по международным отношениям в Нью-Йорке. С 1990 года одновременно занимала несколько руководящих постов. До 1994 года была сопредседателем независимой экспертной комиссии по экономическому восстановлению Венгрии от стран Запада. Ло 1995 года — председатель национального совета Канадского совета по международным отношениям. До 1997 год — председатель Центра международных исследований Торонтского университета и до 1997 года — канцлер Университета Уотерлу (с 1997 года — почётный канцлер). Входила также в состав академического консультативного совета всемирной организации ОРТ Остри также занимала пост консультанта Комиссии по транснациональным корпорациям Организации Объединённых Наций и входила в совет директоров Bank of Montreal. В 1992 году основала Фонд Сильвии Остри, спонсирующий ежегодные лекции по международным отношениям. Участвовала в создании программы приглашённых преподавателей ASEAN.
За несколько лет до смерти перенесла инсульт. Скончалась в мае 2020 года у себя дома в Йорквилле (Торонто) в возрасте 92 лет, пережив мужа, умершего в 2006 году, и оставив после себя двоих сыновей.

## Признание заслуг
Сильвия Остри — почётный доктор 19 вузов в Канаде и других странах. В 1991 году стала действительным членом Академии общественных наук Королевского общества Канады.
В 1978 году была произведена в офицеры ордена Канады за свою деятельность в качестве руководителя Статистического управления Канады, заместителя министра потребительских и корпоративных дел и председателя Экономического совета Канады. В 1991 году была повышена до компаньона ордена Канады — высшей степени этого ордена. Среди заслуг Остри, помимо уже перечисленных при представленни к предыдущей награде, указывались её работа как заместительницы министра международной торговли и посланницы министерства иностранных дел на многосторонних торговых переговорах, а также руководящий пост в системе ОЭСР. В 2009 году была удостоена ордена Манитобы. Государственные награды Оспри включают также медали Золотого и Бриллиантового юбилея королевы Елизаветы II. В 1987 году она была удостоена премии за выдающиеся достижения правительства Канады — высшей награды для федеральных служащих в этой стране. В честь Сильвии Оспри Управление Верховного комиссара ООН по делам беженцев учредило серию лекций.